# Minotauria attemsi
Minotauria attemsi is een spinnensoort in de taxonomische indeling van de celspinnen (Dysderidae).
Het dier behoort tot het geslacht Minotauria. De wetenschappelijke naam van de soort werd voor het eerst geldig gepubliceerd in 1903 door Wladislaus Kulczynski.